# 옥길성
옥길성(玉吉成, 1942년 ~ )은 대한민국의 작곡가이자 경희대학교 음악대학 작곡과 교수이다. 본관은 의령이다.

## 생애
바이올린으로 음악을 시작하였다. 부산시립교향악단의 창단 멤버이며 서울KBS심포니, 서울시립교향악단에서 바이올린을 연주하였다. 미국에서 작곡을 공부하였고 경희대학교에서 교수직을 맡았다.

## 작품

### 고전음악
- 아, 밝달 사람들!: 한국 얼의 초상
- 칸타타 모음곡
- 기미독립선언서
- 한산섬
- 운주사
- 장돌뱅이
- 유관순 (오페라)
- 피아노 소나타

### 영화음악
- 그는 나에게 지타를 아느냐고 물었다
- 돼지가 우물에 빠진 날
- 마요네즈
- 오! 수정

### 뉴에이지
- 맨발로 하늘을 걷다

## 수상 목록
- 1996년 한국영화평론가협회상 음악상